# Карагулов, Батыр
Батыр Карагулов (25 сентября 1908 год, Кизлярский уезд, Терская область — дата смерти не известны) — колхозник, старший чабан племенного овцеводческого совхоза «Червлённые Буруны» Министерства совхозов СССР, Ногайский район Грозненской области. Герой Социалистического Труда (1951).

## Биография
С раннего возраста занимался батрачеством. Получил начальное образование. С конца 20-х годов XX века работал чабаном в совхозе «Червлённые Буруны» в Кара-Ногайском районе. В послевоенное время участвовал в создании грозненской тонкорунной породы, которая была утверждена в 1951 году.
В 1950 году вырастил 748 ягнят и настриг в среднем по 7,28 килограмм шерсти с каждой овцы. В 1951 году удостоен звания Героя Социалистического Труда «за достижение высоких показателей в животноводстве в 1950 году при выполнении совхозом плана сдачи сельскохозяйственных продуктов и за выполнение годового плана прироста поголовья скота и птицы».

## Награды
- Герой Социалистического Труда — указом Президиума Верховного Совета СССР от 3 декабря 1951 года
- Орден Ленина – трижды (27.07.1948; 09.10.1949; 1951)